# Сисаванг Вонг
Сисаванг Вонг (лаос. ເຈົ້າມະຫາຊີວິດສີສະຫວ່າງວົງ, 14 июля 1885 — 29 октября 1959) — последний король Луангпхабанга и первый король Лаоса.

## Биография
Сисаванг Вонг родился в Луангпхабанге в 1885 году, учился в Лицее Шасело-Лобат в Сайгоне и в Эколь Колониаль в Париже.
После того, как его отец Закарин умер 25 марта 1904 года, Сисаванг Вонг взошёл на трон 15 апреля 1904 года, и 4 марта 1905 года был коронован. В первые годы его правления французские власти выстроили для него новый Королевский дворец Луангпхабанга.
Сисаванг Вонг всю жизнь сотрудничал с французами. Его вполне устраивал статус французского протектората, и в 1945 году он отказался сотрудничать с националистами, предложившими провозгласить независимость Лаоса. В результате он был отстранён от власти движением Лао Иссара, но в апреле 1946 года французы вернули ему трон, сделав его королём уже всего новообразованного Королевства Лаос.
В 1954 году Сисаванг Вонг отпраздновал золотой юбилей пребывания на троне. На тот момент он был дольше всех находящимся на престоле из всех монархов Азии.
Сисаванг Вонг скончался в 1959 году. Когда он уже не мог править из-за болезни, регентом был его сын Саванг Ватхана, унаследовавший трон после смерти отца.

## Семья и дети
Сисаванг Вонга называли «королём-плейбоем». У него было 15 жён (две из которых были его сводными сёстрами), от которых он имел 50 детей. 14 его детей утонули в Меконге из-за несчастного случая с лодкой.

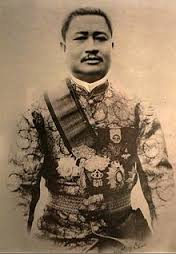
Сисаванг Вонг, король Луангпхабанга